# ナグラー式接眼鏡

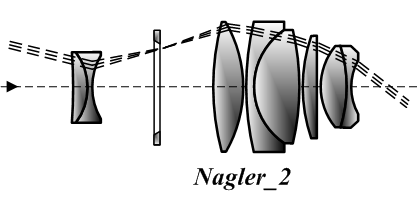
タイプ2の構成図

ナグラー式接眼鏡（ナグラーしきせつがんきょう）は、1982年からテレビューのアル・ナグラーが開発した超広角接眼レンズである。
アル・ナグラーは星がすぐに視界から逃げ出してしまうドブソニアン望遠鏡の問題を念頭に、F4程度の短焦点ニュートン式望遠鏡、またはケプラー式望遠鏡への使用を目標とし、視界周辺近くの非点収差補正に特に力を入れた超広視界の接眼レンズを開発することにした。

## 特徴
160倍で満月全体を見渡せる超広角が最大の特徴である。通常の接眼鏡の見かけ視界が40度から広視界接眼鏡でも60度程度であった1980年代当時、見かけ視界82度という強烈な個性により成功をおさめ、広視界のアイピースが各社から発売される契機となった。

## 望遠鏡用製品
1980年代当時はカートン光学が輸入していた。2016年現在はタイプ4からタイプ6を、テレビュー・ジャパンが輸入している。
焦点距離4.8mmの製品は、極めて大きな歪曲収差があり視野40度以上では像が歪むが見苦しくはなく、非点収差をよく押さえ込み、視野60度前後まで分解能を落とさず、82度の最外周ですら良好なコントラストを示す。視野40度以内は歪曲も少なく硬めの良像で、高倍率のまま天体導入が楽にできる。瞳距離は6mm、中心部40度なら10mm近く眼を離しても見えるウルトラハイアイポイントで、常用高倍率接眼鏡として高い評価を受けた。